# Kašnice
Kašnice település Csehországban, Břeclavi járásban. Kašnice Krumvíř és Klobouky u Brna településekkel határos. Lakosainak száma 211 fő (2024. január 1.).

## Népesség
A település lakosságának változását az alábbi diagram mutatja:
| Lakosok száma | 180  | 167  | 227  | 235  | 355  | 212  | 216  | 200  | 205  | 211  |
|               | 1869 | 1900 | 1921 | 1961 | 1980 | 2011 | 2016 | 2019 | 2021 | 2024 |